# グスタフ・ストレームベリ
グスタフ・ストレームベリ（Gustav Benjamin Strömberg　、1882年12月16日 - 1962年1月30日）は、スウェーデン生まれで、アメリカ合衆国で働いた天文学者。銀河の構造と回転運動についての研究に業績を残した。
イェーテボリで生まれた。イェーテボリ大学、ストックホルム大学などで学び、ルンド大学で天文学の博士号を得た。1916年にアメリカ合衆国に渡り、翌年ウィルソン山天文台に入り、1937年までウィルソン山天文台で働いた。1923年に銀河の恒星の速度の分布の非対称性に関する論文を発表し、これは銀河回転理論の基礎となった。カリフォルニア州パサデナで没した。